# Cheyenne (Wyoming)
Cheyenne ist die Hauptstadt des US-Bundesstaats Wyoming. Sie liegt am Rande der Laramie Mountains im Laramie County. Das U.S. Census Bureau hat bei der Volkszählung 2020 eine Einwohnerzahl von 65.132 ermittelt.

## Geschichte
1865 campierte Generalmajor Grenville M. Dodge mit seinen Truppen an der Stelle des heutigen Cheyenne, als er damit beauftragt war, eine geeignete Route für eine Eisenbahnlinie über die Laramie Mountains zu finden, wobei die Lokalität als geeigneter Siedlungspunkt ausgemacht wurde.

Als Dodge zwei Jahre später zum Chefingenieur der Union Pacific Railroad ernannt wurde, gründete er an der Stelle des heutigen Cheyenne eine zunächst als provisorisch betrachtete Ansiedlung. Im Juli 1867 ließen sich die ersten Siedler dort nieder, als die Union Pacific Railroad hier einen Bahnhof errichtete. Benannt wurde die Stadt nach dem dort ansässigen Volk der Cheyenne (eigentlich Shey’ an’ nah), einer Gruppe der Algonkin.
Mit der Eisenbahn kamen viele Siedler, und bald besaß die Stadt rund 60 Bordelle und Saloons. Mit den Eisenbahnarbeitern kamen auch zahlreiche Händler und Spekulanten, die hier auf gute Geschäfte hofften, in die Region. Zum Jahreswechsel 1867/68 hatte Cheyenne bereits 4000 Einwohner. 1868 wurde Cheyenne zur Hauptstadt des Laramie-County ernannt und ein Jahr später zur Hauptstadt des neu gegründeten Wyoming-Territoriums.
Ab etwa 1870 stieg Cheyenne zu einem Zentrum der Rinderzucht auf, das besonders für den europäischen Markt produzierte, wobei ab ca. 1880 zahlreiche „Viehbarone“ in die Gegend um Cheyenne kamen. Ab 1875 wurde in der Umgebung von Cheyenne außerdem Gold abgebaut, was erneut viele Siedler in die Region trieb.
1890 wurde Cheyenne, das mittlerweile rund 10.000 Einwohner hatte, zur Hauptstadt des dann zum Staat erhobenen Territoriums Wyoming ernannt. Im selben Jahr wurde mit dem Bau des Wyoming State Capitols begonnen. Noch vor der Jahrhundertwende stellten sich viele Rinderzüchter der Region auf die Haltung von Schafen um, welche sich deutlich besser an die gegebenen klimatischen Verhältnisse von Cheyenne anpassen konnten als Rinder. Bis heute spielt die Schafhaltung in der Gegend von Cheyenne eine wichtige Rolle. Während des 20. Jahrhunderts entwickelte sich Cheyenne zunehmend zu einem Industriestandort.

## Sehenswürdigkeiten
- Wyoming State Capitol
- Cheyenne Botanic Gardens
- Francis E. Warren Air Force Base
- Nagle-Warren Mansion
- Atlas Theatre
- First Presbyterian Church
- First United Methodist Church
- St. Mark’s Episcopal Church
- St. Mary’s Catholic Cathedral

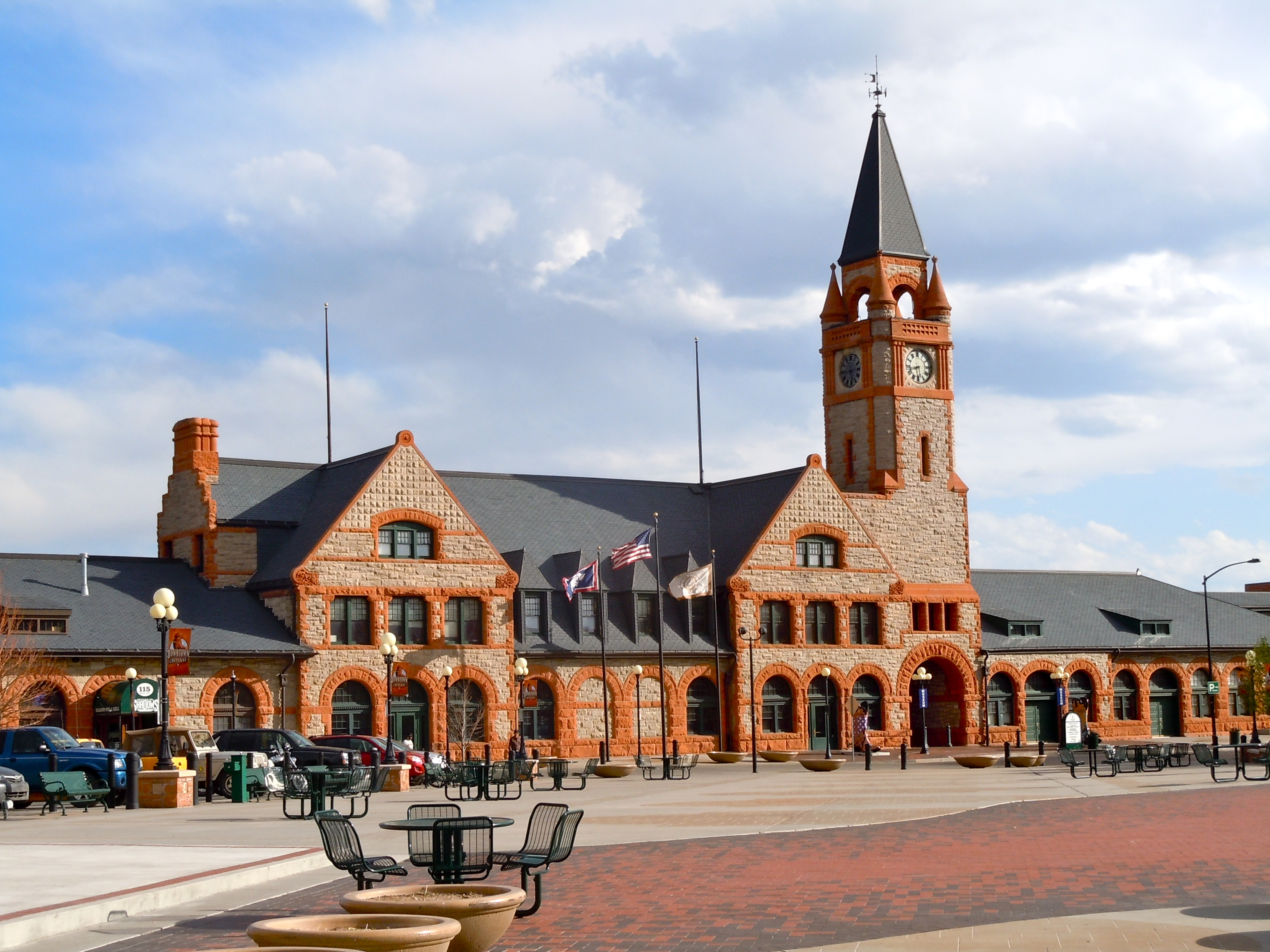
Union Pacific Railroad Depot Cheyenne (2011)

Der National Park Service weist für Cheyenne drei National Historic Landmarks aus, das Wyoming State Capitol, das Fort D.A. Russell und das Union Pacific Railroad Depot Cheyenne. Insgesamt sind 55 Bauwerke und Stätten der Stadt im National Register of Historic Places (NRHP) eingetragen (Stand 12. April 2020).

## Wirtschaft
Der Staatssektor ist der mit Abstand größte Arbeitgeber der Stadt, so beschäftigt z. B. die U.S. Air Force viele Mitarbeiter auf der Francis E. Warren Air Force Base. Ein weiterer Wirtschaftszweig sind die Eisenbahnunternehmen Burlington Northern Santa Fe und Union Pacific Railroad, die dort ihr Cheyenne Depot Museum betreibt, wo Big Boy 4014 und Living Legend 844 beheimatet sind. Die Challenger 3985 war ebenfalls dort untergebracht, bis sie 2022 an einen Verein verschenkt wurde. Weiterhin hat das Unternehmen Taco John’s den Hauptsitz in Cheyenne.
In Cheyenne erscheint die Zeitung Wyoming Tribune Eagle.
Cheyenne ist auch heute noch ein Zentrum der Viehzucht (Cowboy Capital). Seit 1897 finden jedes Jahr die Frontier Days statt, ein Festival mit über 300.000 Besuchern.
Aufgrund des recht kühlen Klimas und des hohen Angebots an günstiger Elektrizität ist Cheyenne außerdem ein wichtiger Standort für Rechenzentren der Konzerne Microsoft und Facebook. Im Zuge des steigenden Bedarfs an Rechenleistung durch künstliche Intelligenz bestehen zudem Pläne großflächige Datenzentren zu diesem Zweck zu errichten.

## Verkehr
Cheyenne liegt an den Interstate Highways 25, 80 und 180. In der Stadt liegt außerdem der Cheyenne Regional Airport.

## Demographie

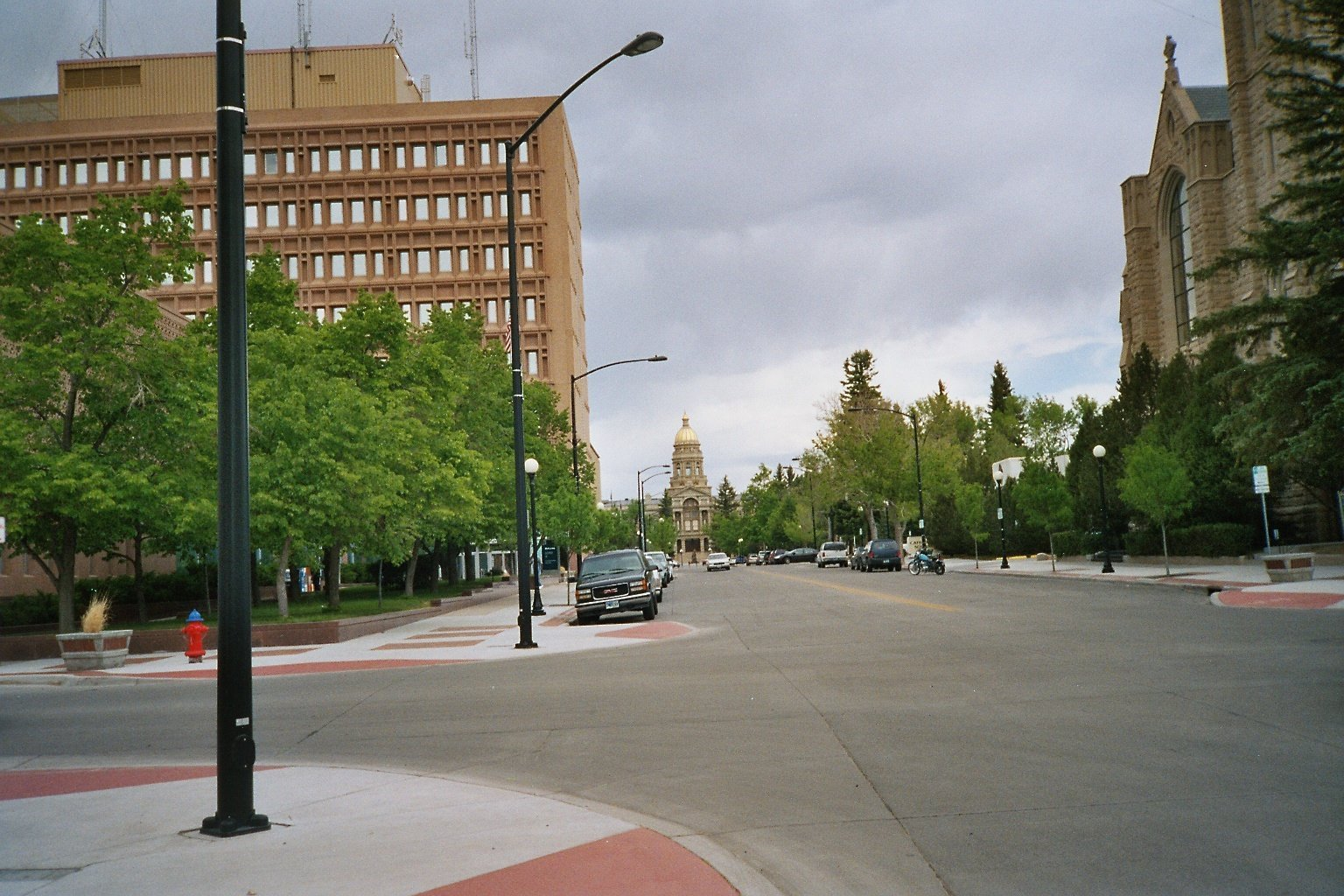
Cheyenne, Capitol Avenue, Juni 2004

## Religion

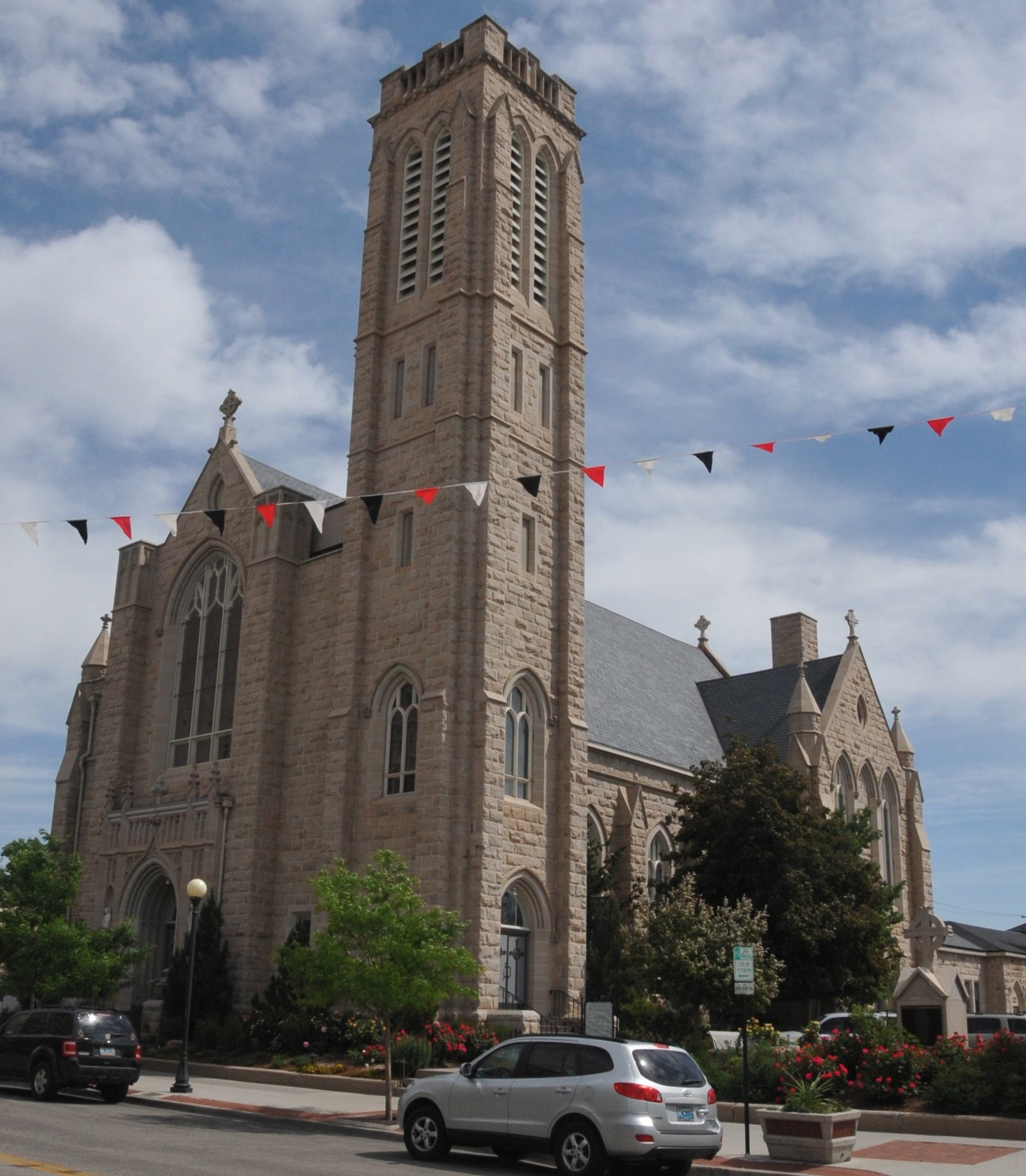
St. Mary’s Cathedral

Cheyenne ist seit 1887 Sitz des römisch-katholischen Bistums Cheyenne. Neben der St. Mary’s Cathedral und vier weiteren katholischen Kirchen hat Cheyenne – wie vielerorts in den USA – auch zahlreiche baptistische, episkopale, lutherische, methodistische, pfingstliche, presbyterianische und unabhängige Kirchen. Ebenso sind die Mormonen vertreten.

## Filme
Die Serie Hell on Wheels spielt ab der vierten Staffel hauptsächlich im Cheyenne der Gründungszeit.

## Partnerstädte
Partnerstädte von Cheyenne sind:
- Taichung, Taiwan, seit 1981
- Bismarck, North Dakota, seit 1988
- Lompoc, Kalifornien, seit 1989
- Lourdes, Frankreich, seit 1990
- Voghera, Italien, seit 2002
- Hammam Sousse, Tunesien, seit 2006
- Waimea, Hawaii, seit 2007
- Accra, Ghana, seit 2016

## Söhne und Töchter der Stadt
- Robert D. Carey (1878–1937), Politiker
- Mildred Harris (1901–1944), Filmschauspielerin
- Rensis Likert (1903–1981), Professor und Sozialforscher
- Gail O’Brien (1911–1978), American-Football-Spieler
- James M. Schopf (1911–1978), Paläontologe und Geologe
- Jim Siedow (1920–2003), Schauspieler
- Burnu Acquanetta (1921–2004), Schauspielerin
- George Clayton Johnson (1929–2015), Autor und Filmschauspieler
- Rink Babka (1936–2022), Diskuswerfer
- James Bergquist (* 1947), Physiker
- Bill Flores (* 1954), Politiker
- Cynthia Lummis (* 1954), Politikerin
- Janice Bolland (* 1966), Radrennfahrerin
- Trist Curless (* 1971), Jazzsänger
- James Johnson (* 1987), Basketballspieler
- Brandon Nimmo (* 1993), Baseballspieler